# Dzwonkówka gwiaździstozarodnikowa

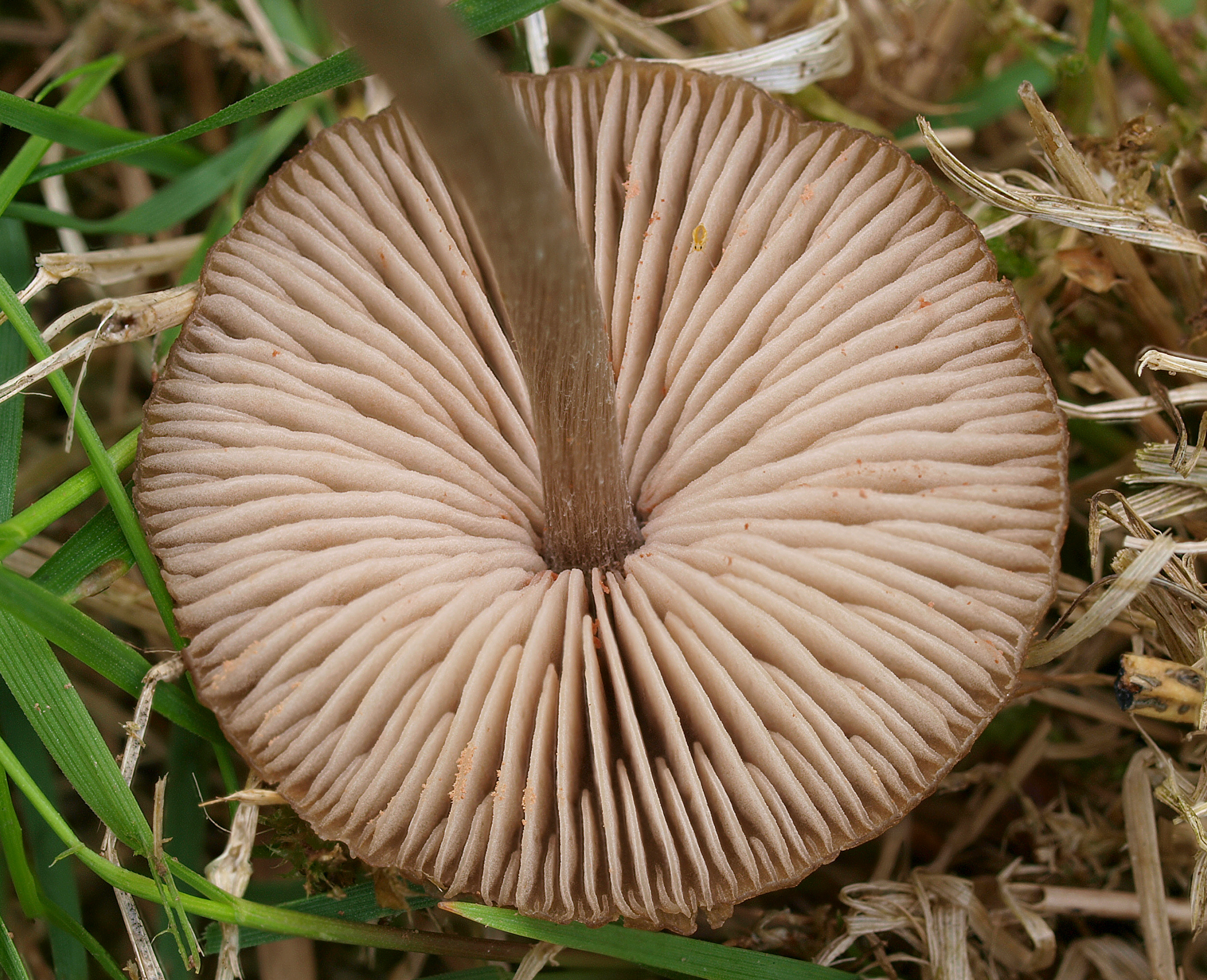

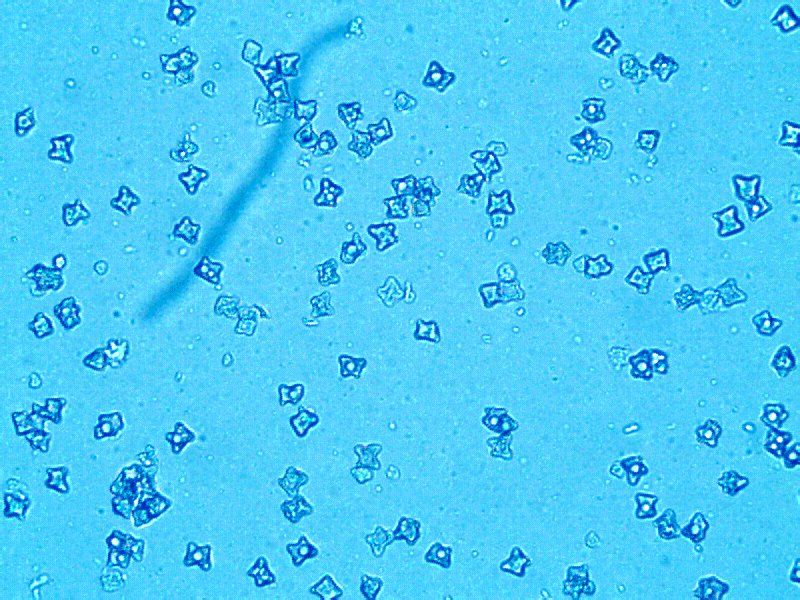
Zarodniki

Dzwonkówka gwiaździstozarodnikowa, wieruszka gwiaździstozarodnikowa (Entoloma conferendum (Britzelm.) Noordel.) – gatunek grzybów z rodziny dzwonkówkowatych (Entolomataceae).

## Systematyka i nazewnictwo
Pozycja w klasyfikacji według Index Fungorum: Entoloma, Entolomataceae, Agaricales, Agaricomycetidae, Agaricomycetes, Agaricomycotina, Basidiomycota, Fungi.
Po raz pierwszy opisał go w 1881 r. Max Britzelmayr, nadając mu nazwę Agaricus conferendum. Obecną, uznaną przez Index Fungorum nazwę nadał mu w 1980 r. Machiel Evert Noordeloos. Synonimów ma ponad 40. Niektóre z nich:

- Entoloma conferendum (Britzelm.) Noordel. 1980 var. conferendum
- Entoloma conferendum var. incrustatum (Largent & Thiers) Noordel. & Hauskn. 1998
- Entoloma conferendum var. obscurior (Romagn.) Bon & Courtec. 1987
- Entoloma conferendum var. platyphyllum (Romagn. & J. Favre) Courtec. 2008
- Entoloma conferendum var. pusillum (Velen.) Noordel. 1980
- Entoloma conferendum var. rickenii (Romagn.) Bon & Courtec. 1987
- Entoloma rickenii (Romagn.) Courtec. 1986
- Entoloma staurosporum (Bres.) E. Horak 1976
- Entoloma staurosporum var. pusillum (Velen.) Noordel. 1979
- Entoloma xylogenum Courtec. 2008
- Nolanea pusilla Velen. 1921
- Rhodophyllus staurosporus (Bres.) J.E. Lange 1929

Nazwę polską zaproponował Władysław Wojewoda w 2003 r. W 1983 r. wraz z Barbarą Gumińską opisywali ten gatunek pod nazwą wieruszka gwiaździstozarodnikowa.

## Morfologia
Kapelusz
O średnicy 1,5–4 cm, u młodych owocników stożkowato-dzwonkowaty z podwiniętym brzegiem, u dojrzałych łukowaty z garbem i prostym brzegiem. Powierzchnia jedwabista, delikatnie włóknista, na szczycie łuskowata. Jest higrofaniczny; w stanie suchym szarokremowy, w stanie wilgotnym ciemnobrązowy, o żłobkowanym brzegu od prześwitujących blaszek.
Blaszki
W liczbie 20–50, z międzyblaszkami L = 1-5(–7), rzadkie, dość szerokie, prawie wolne, początkowo jasnokremowe, potem różowe, w końcu różowobrązowe. Ostrza łagodnie nacinane.
Trzon
O wysokości około 3–7 cm i grubości 2–5 mm, kruchy, walcowaty, rozszerzający się ku podstawie. Powierzchnia szarobrązowa, z podłużnymi białymi włókienkami, zwykle podłużnie rowkowata. U podstawy strzępki grzybni.
Miąższ
Cienki, o barwie od białawej do szarobrązowej, o zjełczałym zapachu i smaku.
Cechy mikroskopowe
Zarodniki o zmiennym kształcie; od prostopadłościennego do gwiaździstego, często ze skrzywioną osią podłużną, czasami także heterodetryczne. Mają rozmiar 8,0–13,0(14,0) × (7,0–) 7,5–11,5(–13,0) μm. Podstawki o rozmiarach 25–40 × 10–16,5 μm, 4–zarodnikowe, ze sprzążkami. Cystyd brak. Radialnie ułożone strzępki w skórce są cylindryczne, mają grubość 6–14 μm, bez sprzążek. Zawierają wewnątrzkomórkowy brązowy pigment.
Gatunki podobne
Jest wiele podobnych gatunków dzwonkówek. Pewne ich rozpoznanie często możliwe jest tylko poprzez analizę mikroskopową. Dzwonkówka gwiaździstozarodnikowa jako gatunek o szerokim rozprzestrzenieniu wykazuje się dużą zmienności morfologiczną. Wyróżniono wiele jej odmian i form. Podobna dzwonkówka ochrowa (Entoloma cetratum) ma podobne ubarwienie i niewielkie tępe wybrzuszenia na kapeluszu, nie ma żłobionego trzonka ani mącznego zapachu i odróżnia się budową zarodników.

## Występowanie i siedlisko
Dzwonkówka gwiaździstozarodnikowa w Europie jest szeroko rozprzestrzeniona; występuje od Portugalii po północne rejony Półwyspu Skandynawskiego, także w Anglii i Islandii. Poza Europą podano jej występowanie tylko na Alasce i południowo-zachodnim krańcu Australii, prawdopodobnie jednak występuje w strefie klimatu umiarkowanego obu półkul. W Polsce nie jest rzadka i prawdopodobnie nie jest zagrożona. W literaturze naukowej do 2003 r. podano liczne jej stanowiska. Nowsze stanowiska podaje atlas internetowy. Według tego atlasu jej stanowiska są zgłaszane do rejestru gatunków grzybów chronionych i zagrożonych (GREJ).
Występuje na kwaśnych glebach na łąkach, bagnach, torfowiskach, w wilgotnych lasach iglastych i mieszanych. Owocniki wytwarza od wiosny do jesieni.